# Leucochrysa (Nodita) heriocles
Leucochrysa (Nodita) heriocles is een insect uit de familie van de gaasvliegen (Chrysopidae), die tot de orde netvleugeligen (Neuroptera) behoort. 
Leucochrysa (Nodita) heriocles is voor het eerst wetenschappelijk beschreven door Banks in 1944.